# Zachar Prilepin
Zachar Prilepin, vlastním jménem Jevgenij Nikolajevič Prilepin (rusky Захар Прилепин, Евгений Николаевич Прилепин; * 7. července 1975, Iljinka) je ruský spisovatel, voják a politik. Někdy tvořil pod dalším pseudonymem Jevgenij Lavlinskij.

## Životopis
Narodil se v roce 1975 ve vesnici Iljinka v Rjazaňské oblasti v rodině učitele a zdravotní sestry. V roce 1984 se rodina přestěhovala do Dzeržinsku. Po dokončení střední školy v roce 1992 se přestěhoval do Nižního Novgorodu. V roce 1994 šel na vojnu, po vojně pracoval v policejních jednotkách OMON a studoval vojenskou vysokou školu v Nižním Novgorodu a filologii na Státní univerzitě v Nižním Novgorodě. Studium filologie úspěšně dokončil v roce 1999. 
Na univerzitě se seznámil se svou budoucí manželkou Marií, se kterou se oženil v roce 1997. Mají spolu čtyři děti. V roce 2017 měli i církevní sňatek.
6. května 2023 byl těžce zraněn při výbuchu svého auta poblíž Nižního Novgorodu, k útoku se přihlásilo partyzánské hnutí Ateš. Ruské úřady útok vyšetřují jako teroristický čin.

## Politika a armáda
Jako příslušník jednotek OMON bojoval v První čečenské válce. 
Působil v Nacionálně bolševické straně, aktivní byl také u uskupení Jiné Rusko, byl spoluorganizátorem protiputinovských demonstrací v Nižním Novgorodě v roce 2007. V roce 2010 byl jedním ze signatářů kampaně Putin musí odejít. V roce 2012 se aktivně účastnil povolebních protestů. 
Po anexi Krymu prohlásil, že se jeho názor na Putina změnil, když v Rusku se děje to, o čem od poloviny 90. let psal a snil. V září 2014 odjel pokrývat válku na Donbase jako novinář, od roku 2015 byl poradcem nejvyššího představitele separatistické Doněcké lidové republiky Alexandra Zacharčenka. Později přímo ve válce na Donbase na straně separatistů bojoval a byl povýšen na majora. Donbas opustil  červenci 2018, měsíc před zabitím Zacharčenka.
V listopadu 2018 začal spolupracovat s Putinovou Všeruskou lidovou frontou a byl proto vyloučen ze strany Jiného Ruska E. V. Limonova. V roce 2019 založil nacionalistické konzervativní hnutí Za pravdu a po jeho sloučení s parlamentním Spravedlivým Ruskem se dostal i do jeho vedení. Ve volbách v roce 2021 byl na jeho kandidátce zvolen do Státní dumy, mandát však odmítl.
Po ruské invazi na Ukrajinu v roce 2022 patřil mezi její nejhlasitější podporovatele, za což byl zařazen do první vlny ruských osobností postižených sankcemi Evropské unie. V březnu 2022 prohlásil, že celá Ukrajina by se měla stát součástí Ruska. Přihlásil se do jednotek ruské národní gardy a podruhé bojoval na Ukrajině.